# Appears to vanish
Appears to vanish is het derde studioalbum van Paul Ellis. Het verscheen in 2000. Paul Ellis had een lange aanloop nodig om tot dit album te komen. Zijn eerste albums verschenen alleen op muziekcassette en Ellis beschouwde zichzelf nog niet klaar voor de muziekwereld. Secret fire en Mysterious sketches waren volgens hem een stap in de goede richting, maar zijn eerste echte album was Appears to vanish. De muziek op dat album is bijna geheel in de stijl van de Berlijnse School voor elektronische muziek, maar Ellis liet ook zijn eigen stijl horen. Het album schuift heen en weer tussen ambient, sequencermuziek en new age.

## Musici
- Paul Ellis – synthesizers en elektronica

## Muziek
| Nr. | Titel                      | Duur  |
| --- | -------------------------- | ----- |
| 1.  | Appears to vanish (part 1) | 14:28 |
| 2.  | Appears to vanish (part 2) | 15:39 |
| 3.  | Appears to vanish (part 3) | 15:20 |
| 4.  | Mysterious sketches        | 25:22 |